# Kribbeplein

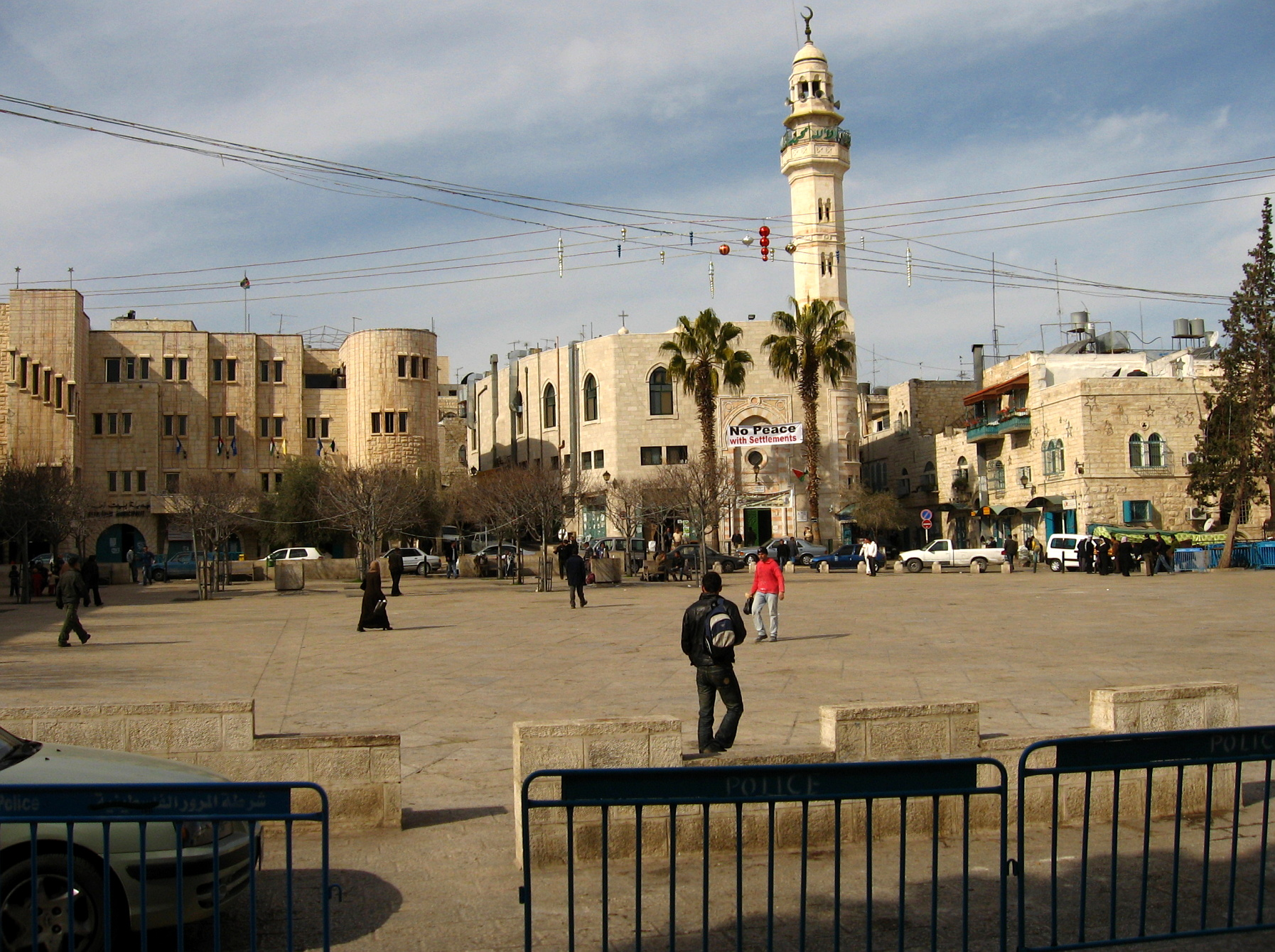
Het Kribbeplein

Het Kribbeplein (Arabisch: ميدان المهد) is een plein in Bethlehem op de Westelijke Jordaanoever. Het plein is vernoemd naar de kribbe waarin Jezus gelegd werd na zijn geboorte. Het Kribbeplein is gelegen naast de Geboortekerk, de plek waar Jezus geboren zou zijn.
Ook gelegen aan het plein is de Moskee van Omar in Bethlehem en het Palestijnse Vredescentrum.
Met Kerstmis wordt hier altijd een mis gehouden. Aangezien kerstmis bij de Katholieke Kerk en de Grieks-Orthodoxe Kerk op verschillende dagen valt, wordt er dus twee keer per jaar kerstmis gevierd.